# Antoniosz Vasszárasz
Antoniosz Vasszárasz (Szaloniki, 1938. június 3. – Szaloniki, 2007. november 11.) görög nemzetközi labdarúgó-játékvezető.

## Pályafutása

### Nemzeti játékvezetés
Pályafutása során hazája legfelső szintű labdarúgó-bajnokságának játékvezetője lett. Az aktív nemzeti játékvezetéstől 1994-ben vonult vissza.

### Nemzetközi játékvezetés
A Görög labdarúgó-szövetség Játékvezető Bizottsága (JB) terjesztette fel nemzetközi játékvezetőnek, a Nemzetközi Labdarúgó-szövetség (FIFA) 1980-tól tartotta nyilván bírói keretében. Több nemzetek közötti válogatott és klubmérkőzést vezetett. A görög nemzetközi játékvezetők rangsorában, a világbajnokság-Európa-bajnokság sorrendjében többedmagával az 5. helyet foglalja el 4 találkozó szolgálatával. Az aktív nemzetközi játékvezetéstől 1994-ben búcsúzott.

#### Világbajnokság
A világbajnoki döntőhöz vezető úton Mexikóba a XIII., az 1986-os labdarúgó-világbajnokságra és Egyesült Államokba a XV., az 1994-es labdarúgó-világbajnokságra a FIFA JB bíróként alkalmazta.
| Időpont              | Helyszín                     | Mérkőzés típusa           | Mérkőzés           | Eredmény | Nézők száma |
| -------------------- | ---------------------------- | ------------------------- | ------------------ | -------- | ----------- |
| 1984. december 5.    | Vasil Levski Stadion, Szófia | előselejtező (4. csoport) | Bulgária–Luxemburg | 4 : 0    | 20 000      |
| 1985. szeptember 25. | Lenin-stadion, Moszkva       | előselejtező (6. csoport) | Szovjetunió–Dánia  | 1 : 0    | 103 000     |
| 1993. november 17.   | Ta' Qali Stadion, Valletta   | előselejtező (1. csoport) | Málta–Skócia       | 0 : 2    | 7 000       |

#### Európa-bajnokság
Az európai-labdarúgó torna döntőjéhez vezető úton Franciaországba a VII., az 1984-es labdarúgó-Európa-bajnokságra az UEFA JB játékvezetőként foglalkoztatta.
| Időpont           | Helyszín                     | Mérkőzés típusa           | Mérkőzés          | Eredmény | Nézők száma |
| ----------------- | ---------------------------- | ------------------------- | ----------------- | -------- | ----------- |
| 1982. október 27. | Vasil Levski Stadion, Szófia | előselejtező (4. csoport) | Bulgária–Norvégia | 2 : 2    | 22 300      |

#### Balkán-bajnokság
Az 1977/1980-as években zajló Balkán-bajnokság végén a szervezetők megbízták a döntő koordinálásával.
| Időpont             | Helyszín                   | Mérkőzés típusa        | Mérkőzés            | Eredmény |
| ------------------- | -------------------------- | ---------------------- | ------------------- | -------- |
| 1980. augusztus 27. | Központi Stadion, Bukarest | döntő második mérkőzés | Románia–Jugoszlávia | 4 : 1    |

#### Bajnokcsapatok Európa-kupája
| Időpont           | Helyszín               | Mérkőzés típusa      | Mérkőzés                   | Eredmény |
| ----------------- | ---------------------- | -------------------- | -------------------------- | -------- |
| 1983. november 2. | Dinama Stadion, Minszk | előselejtező, 2. kör | FK Dinama Minszk–Győri ETO | 3 : 1    |

## Családi kapcsolat
Kírosz Vasszárasz nemzetközi játékvezető édesapja.